# Vaga de la SEAT de 1971
La Vaga de la SEAT de 1971 van ser uns fets succeïts el 18 d'octubre de 1971 a la factoria de SEAT de la Zona Franca de Barcelona, on 6000 treballadors, mobilitzats per les Comissions Obreres de la fàbrica, van ocupar pacíficament la factoria SEAT per la readmissió d'obrers acomiadats mesos abans per part de les autoritats franquistes. El governador civil va ordenar a la policia que desallotgés als manifestants, produint-se xocs molt violents entre les dues parts en conflicte.

## Història
A les 6.45h del 18 d'octubre de 1971 alguns dels acomiadats van entrar a la fàbrica i van anar convocant a la resta de treballadors, des de la secció de mecànica del taller 1 cap a les altres seccions, a manifestar-se. La manifestació va adquirir grans dimensions, celebrant-se una assemblea de tot el torn de matí davant de les oficines centrals de l'empresa. Una comissió dels treballador va intentar iniciar una negociació amb la direcció empresa de forma infructuosa, procedint aquesta a tancar l'edifici.
El Governador Civil de Barcelona, Tomás Pelayo Ros, va ordenar a la policia dissoldre l'assemblea i la repressió dels manifestants, i es van presentar a la fàbrica efectius de la Policia Nacional (en aquella època coneguts com a «grisos» pel color del seu uniforme), de la Brigada Político-Social i de la Guàrdia Civil,
Els treballadors van respondre la repressió de la policia amb compressors, llençant-los cargols i femelles. Per la seva part la policia carregava contra els vaguistes amb la cavalleria i va utilitzar foc real contra els treballadors. La lluita es va lliurar taller a taller, sent molt acarnissada i en aquells xocs i a causa dels trets de la policia va morir el treballador Antonio Ruiz Villalba, que havia treballat de soldador a la secció 33 del taller 4. A més, es varen produir desenes de ferits i centenars de detencions de treballadors.
Aquests fets varen ser l'inici d'un període de conflictivitat permanent a Seat.
Era una època en què molts empresaris començaven a estar preocupats per l'alt nivell de conflictivitat que s'estava produint entre treballadors i polítics, i començaven a veure els mecanismes repressius del règim com un obstacle real per a unes relacions laborals viables.
Els treballadors de Seat eren altament reivindicatius i solidaris, sent reconegut aquest fet per tot el moviment obrer, sent presents a l'Assemblea de Catalunya i a tots els fòrums polítics de lluita per la llibertat i pel reconeixement de Catalunya amb l'Estatut d'Autonomia.